# A Baña
A Baña là một đô thị ở tỉnh A Coruña, cộng đồng tự trị Galicia. Đô thị này có diện tích 98,63 km², dân số 4.888 (ước 2004), và mật độ dân số 49,56 người/km²

## Dân số
| Biến động dân số của đô thị này từ năm 1991 đến 2004 | Biến động dân số của đô thị này từ năm 1991 đến 2004 | Biến động dân số của đô thị này từ năm 1991 đến 2004 | Biến động dân số của đô thị này từ năm 1991 đến 2004 |
| ---------------------------------------------------- | ---------------------------------------------------- | ---------------------------------------------------- | ---------------------------------------------------- |
| 2004                                                 | 2001                                                 | 1996                                                 | 1991                                                 |
| 4888                                                 | 4800                                                 | 5836                                                 | 5864                                                 |

## Các giáo khu (parroquia)
| - A Baña, A Baña (San Vicenzo) - Barcala (San Xoán) - O Barro (Santa Mariña) - Cabanas (San Miguel) - Corneira (San Cristovo) - A Ermida (San Salvador) - Fiopáns (San Pedro) | - Lañas (Santa Baia) - Marcelle (Santa Cristina) - Ordoeste (Santa María) - A Riba (San Xoán) - San Cibrán de Barcala (San Cibrán) - Sanamede do Monte (San Mamede) - Suevos (San Mamede) - Troitosende (Santa María) |